# Zamach na hotel Semiramis
Zamach na hotel Semiramis – zamach terrorystyczny przeprowadzony 6 stycznia 1948 roku przez członków żydowskiej organizacji paramilitarnej Hagana, w mieście Jerozolima w Brytyjskim Mandacie Palestyny. Do zamachu doszło podczas wojny domowej w Mandacie Palestyny. W zniszczonym Hotelu Semiramis mieściło się lokalne dowództwo arabskiej milicji Najjada. W wyniku zamachu zginęło 26 osób, a 60 zostało rannych.

## Okoliczności zamachu

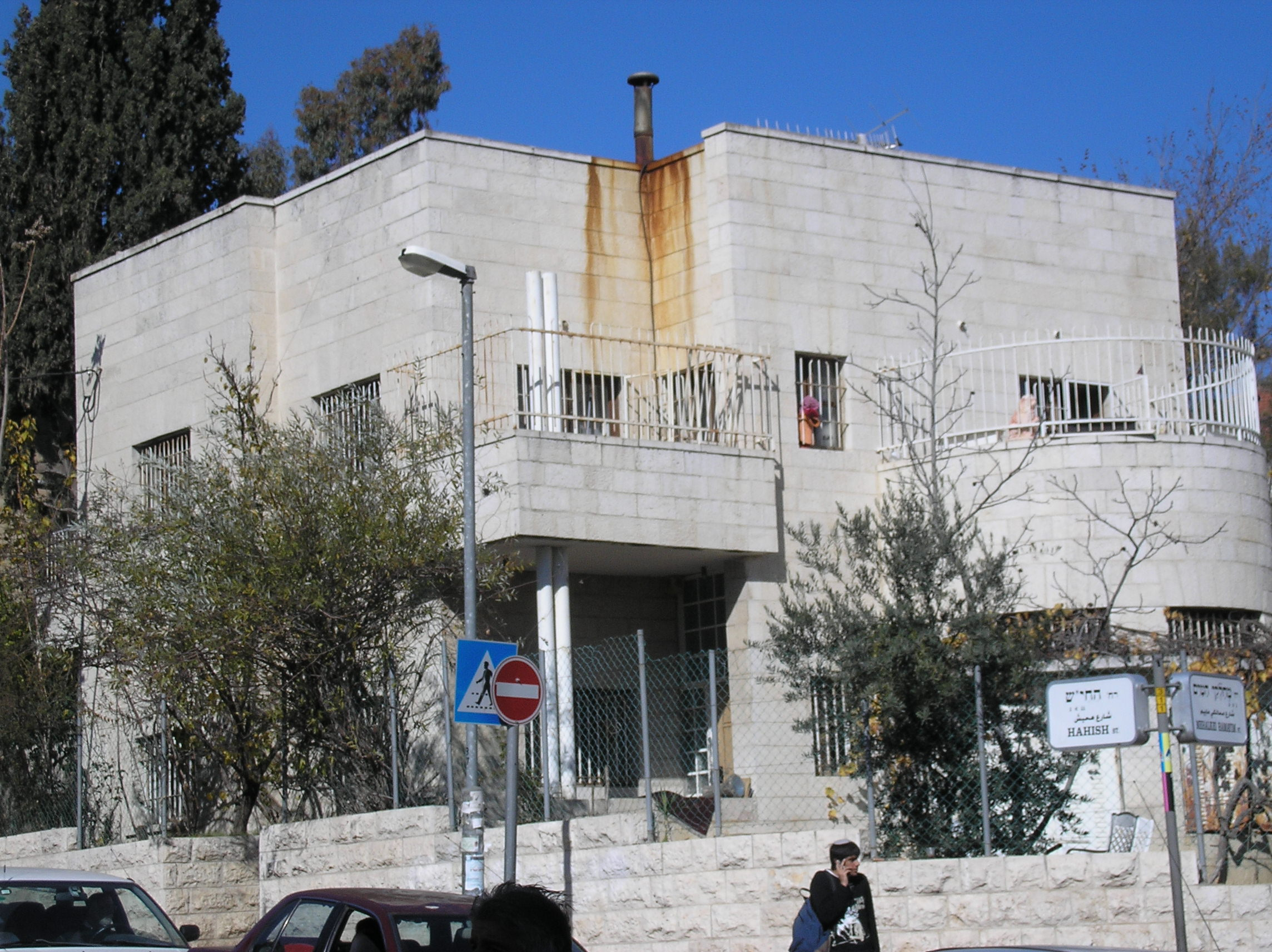
Współczesny dom stojący w miejscu Hotelu Semiramis

Dzielnica Katamon powstała przed 1914 rokiem w centralnej części Jerozolimy. Osiedle było zamieszkałe głównie przez zamożnych chrześcijańskich Arabów, którzy w tej okolicy budowali swoje prywatne wille. Hotel Semiramis leżał pośrodku dzielnicy, i należał do chrześcijańskiej rodziny Abu. Jego nazwa pochodziła od starożytnej królowej babilońskiej Semiramidy.
Przyjęta 29 listopada 1947 roku Rezolucja Zgromadzenia Ogólnego ONZ nr 181 dzieliła Palestynę na dwa państwa: żydowskie i arabskie, z uwzględnieniem utworzenia w obszarze miast Jerozolimy i Betlejem specjalnego obszaru, pozostającego pod międzynarodową ochroną, administrowanego przez Organizację Narodów Zjednoczonych. Strefa międzynarodowa miała pozostawać poza granicami obu państw i być zarządzana przez Narody Zjednoczone, które stawały się gwarantem bezpieczeństwa wszystkich świętych miejsc chrześcijaństwa, islamu i judaizmu w obu miastach. Zadanie wprowadzenia w życie planu podziału otrzymała Komisja Narodów Zjednoczonych do Spraw Palestyny. Społeczność żydowska zaakceptowała plan podziału Palestyny, natomiast Arabowie doprowadzili dzień później do wybuchu wojny domowej w Mandacie Palestyny. Rejon Jerozolimy był najważniejszym punktem spornu w konflikcie izraelsko-arabskim. Żydzi nie mogli pogodzić się z faktem, że Jerozolima nie będzie stolicą państwa żydowskiego, natomiast Arabowie nie godzili się z tym, że miasto nie będzie znajdować się pod ich kontrolą. Poza znaczeniem politycznym, religijnym i społeczno-kulturalnym, miasto miało także duże znaczenie militarne, ponieważ kontrola nad Jerozolimą dawała również kontrolę nad całą górzystą okolicą Judei. Przygotowując się do nadchodzącej konfrontacji zbrojnej, obie strony uważały, że zwycięstwo w Jerozolimie będzie oznaczać zwycięstwo w całej wojnie. Wszyscy zdawali sobie sprawę z tego, że walki o miasto będą oznaczać walki na całym obszarze Palestyny. W 1947 roku w Jerozolimie żyło około 99 tys. Żydów i 65 tys. Arabów, jednak w otoczeniu miasta żyło ponad 100 tys. Arabów i tylko 2 tys. Żydów. W ten sposób w obszarze miasta występowała prawie dwukrotna przewaga liczebna Arabów.
Początek wojny przybrał postać wojny o drogi, podczas której siły arabskie sparaliżowały żydowską komunikację. W tej sytuacji żydowska organizacja paramilitarna Hagana przystąpiła do zorganizowania uzbrojonych konwojów do Jerozolimy. Pojazdy nie mogły poruszać się samodzielnie i były łączone w konwoje, które bardzo często wpadały w zasadzki i były rozbijane. Żydowscy mieszkańcy Jerozolimy zdawali sobie sprawę z sytuacji i przygotowywali się do nieuchronnej bitwy o Jerozolimę. Analizując linie podziału przebiegające przez miasto, dostrzeżono niezwykle ważną strategicznie pozycję, jaką zajmowała arabska dzielnica Katamon. Wciskała się ona między dwa żydowskie osiedla Kirjat Szemu’el (na północy) i Mekor Chajjim (na południu). Po stronie zachodniej było położone żydowskie osiedle Rassco. W ten sposób Katamon mogło stanowić przyczółek, z którego siły arabskie mogły przeciąć żydowską Zachodnią Jerozolimę na dwie części. Nad zachodnią częścią dzielnicy górował prawosławny monaster św. Symeona, z którego arabscy snajperzy regularnie ostrzeliwali Żydów w okolicy. Z samej dzielnicy, już na początku wojny domowej, uciekli prawie wszyscy Żydzi. Członkowie Hagany, usiłując ograniczyć możliwość ostrzału arabskich snajperów, wysadzili osiem opuszczonych domów położonych na obrzeżach dzielnicy. Ten akt terroru i powtarzająca się co noc strzelanina, spowodowały, że większość bogatych Arabów również uciekła z Katamon.
W pierwszych dniach 1948 roku szef Sztabu Generalnego Hagany Ja’akow Dori otrzymał alarmujący raport od zastępcy dowódcy obrony Jerozolimy Miszaela Szahama. Informował on o nasilającej się tendencji ucieczki Żydów z najdalszych rejonów miasta oraz z dzielnic mieszanych. W ten sposób postępował coraz wyraźniejszy podział etniczny miasta na dwie części – żydowską i arabską, przy czym część żydowska stawała się coraz mniejsza, coraz gęściej zaludniona, a równocześnie odcięta od linii transportowych łączących miasto z wybrzeżem. Dori nakazał Szahamowi podjęcie działań w celu powstrzymania tych tendencji i lepszego zmotywowania sił obrońców. Szef wywiadu Hagany Jisra’el Amir wskazał 3 stycznia 1948 roku, że najszybszym sposobem zmiany niekorzystnej sytuacji byłoby militarne uderzenie w arabską dzielnicę Katamon. Akcja osłabiłaby morale arabskich mieszkańców dzielnicy, zachęcając ich do ucieczki. Równocześnie poprawiłaby niskie morale żydowskich mieszkańców. Miszael Szaham zgodził się z tą propozycją i poprosił, aby wskazano konkretne cele dla możliwego ataku. Arabowie również dostrzegali strategiczne znaczenie dzielnicy Katamon, i obawiali się o dalsze jej losy. Z tego powodu, w dniu 3 stycznia odbyło się spotkanie wysokich arabskich dowódców Abd al-Kadir al-Husajni i Ibrahima Abu Daja. Wojskowym jeepem objechali dzielnicę, po czym Abu Daja objął dowództwo nad jej obroną. Postanowiono, że do dzielnicy zostanie wprowadzony oddział 300 arabskich żołnierzy Armii Świętej Wojny. Problemem było, jak to zrobić bez wiedzy Brytyjczyków. Wieczorem obaj arabscy dowódcy spotkali się w Hotelu Semiramis, w którym mieściło się dowództwo arabskiej organizacji paramilitarnej Najjada (arab. حزب النجادة). Rankiem 4 stycznia, arabski informator Hagany zobaczył na własne oczy charakterystyczny biały jeep al-Husajniego zaparkowany przed Hotelem Semiramis. Dlatego Miszael Szaham podjął decyzję o przeprowadzeniu ataku właśnie na ten hotel. Nie skonsultował on decyzji ze swoim dowództwem.
Dowódcą ataku na hotel Semiramis został Icchak Bar z jednostki sabotażu Palmach. W skład grupy weszło 14 żołnierzy (4 członków zespołu uderzeniowego i 10 strzelców wsparcia). Przygotowali oni trzy samochody terenowe Land Rover, na których zamontowano atrapy anten radiowych. W ten sposób przypominały one brytyjskie pojazdy policyjne, co dawało Żydom przewagę, stanowiąc czynnik zaskoczenia. Zamach miano przeprowadzić przy pomocy dwóch bomb o masie 30 kg trotylu każda.

## Przebieg zamachu
W nocy z 5 na 6 stycznia 1948 roku nad Jerozolimą przechodziła gwałtowna burza. Większość arabskich żołnierzy opuściła swoje stanowiska wartownicze, gdyż uznano, że Żydzi nie będą w taką pogodę przeprowadzać żadnego ataku. Około godz. 1:15 w nocy pod Hotel Semiramis podjechały z dużą prędkością trzy samochody terenowe, wyglądające jak pojazdy należące do brytyjskiej policji mandatowej. Z pojazdów wybiegli żołnierze Hagany. Nikt ich nie zatrzymywał, ponieważ po drodze nie było żadnego obsadzonego posterunku wartowniczego. Żydowscy żołnierze wdarli się do wnętrza hotelu i dwaj z nich zbiegli do piwnicy. Przy pomocy granatu sforsowali zamknięte drzwi i podłożyli bomby (wystąpił problem z zapaleniem namokniętego wodą deszczową lontu), po czym Żydzi szybko wycofali się. Głośny huk wybuchu granatu obudził wszystkich w hotelu. Pośpiesznie zeszli oni na dół, do holu, który był uważany za najbezpieczniejsze miejsce w budynku. Nagły wybuch spowodował zawalenie się większości konstrukcji hotelu. Wśród ofiar byli członkowie chrześcijańskiej rodziny właścicieli hotelu oraz wicekonsul Hiszpanii Manuel Salazar Travesedo. Trudne warunki pogodowe i ciemności nocy utrudniały prowadzenie akcji ratunkowej. W zamachu zginęło 26 Arabów, a 60 osób zostało rannych.

## Konsekwencja zamachu
Brytyjskie władze mandatowe były oburzone zamachem i potępiły go, nazywając „masowym zabójstwem niewinnych ludzi”. Wezwały także Dawida Ben Guriona do potępienia zamachu. Przeprowadzone dochodzenie wykazało, że informacje dostarczone przez wywiad były błędne. W hotelu nie przebywali najwyżsi arabscy dowódcy wojskowi, natomiast znajdowało się tam wielu cywilów. Dowodzący operacją Miszael Szaham został upomniany. Poprosił on wówczas o zwolnienie go z obowiązków i przeniesienie z powrotem do organizacji konwojów do Jerozolimy. Agencja Żydowska potępiła wówczas takie metody działania. Rzecznik Hagany powiedział, że atak na hotel został przeprowadzony, ponieważ „budynek był ważnym miejscem spotkań arabskich gangów, których ramiona sięgały do wiosek położonych w okolicy Jerozolimy (...) Niestety nie mogliśmy uderzyć w główną kwaterę arabskich band, ponieważ jest ukryta w meczecie”. Natomiast strona arabska uznała zamach za akcję odwetową za masakrę w rafinerii w Hajfie z dnia 30 grudnia 1947 roku.
Na początku lat 80. XX wieku w miejscu zniszczonego hotelu wybudowano nowy dom mieszkalny. Obecnie jest to skrzyżowanie ulic Ha-Hisz i Mechalkei Ha-Majim.